# Министерство синто
Министерство синто (яп. 神祇省 дзинги-сё:) — центральное правительственное учреждение в Японии периода Мэйдзи, министерство, которое занималось проповедью синтоизма, составлением и координацией обрядов этой религии. Существовало в 1871—1872 годах.

## История
Министерство синто было образовано 22 сентября 1871 года на базе Совета синто. Оно подчинялось Высшему государственном совету, центральному Императорскому правительству Японии.
Министерство не имело министра, и возглавлялось его заместителем. Должность последнего занимал Фукуба Бисэй.
Первоочередной задачей Министерства была реформа синтоизма, которая заключалась в превращении его в государственную религию страны. Деятельность ведомства сопровождалась гонениями на буддистов и христиан, что вызвало протесты как внутри страны, так и за рубежом. В связи с этим правительство отложило идею огосударствления синто и 21 апреля 1872 года ликвидировало Министерство. Вместо него было создано новое Министерство религий Японии.